# Roman BeeSee Bílek
„Roman BeeSee Bílek“ (20. září 1977 Ostrava) je český spisovatel, scenárista, novinář a autor komiksových libret. Svá díla píše na pomezí hororu, dramatu, fantastiky a komiksu.

## Život
Narodil se v Ostravě, v roce, kdy byla založena Charta, zaznamenán poslední případ pravých neštovic, Británii zachvátil punk, Amnesty International dostali Nobelovu cenu nebo zemřel Chaplin a Elvis. Vystudoval Obchodní akademii a v současnosti pracuje v ostravském Loutkovém divadle. Vztah k literatuře jej pomalu vedl i k vlastní tvorbě. Nepatří k těm, kteří své příběhy chrlí jako na běžícím pásu, trpí dostatečnou sebekritikou, ale aktuálně má pocit, že jeho psaní není určeno pouze odpadkovému koši. Povídky mu vyšly v antologiích Ježíšku, já chci plamenomet 5 (2008), 7 antologie českého hororu (2016), Poslední polibek (2016), Sto hororů ve sto slovech (2016) a v elektronickém horrorovém čtvrtletníku Howard. V roce 2017 vydal formou PDF svou první elektronickou povídkovou sbírku Solení ran, která je ke stažení zdarma na stránkách autora.
Je rovněž komiksovým scenáristou. Příkladem budiž kniha O sněhu – Hledání jara, účast v antologii Kreslený strach (obojí 2014) nebo seriál Meloun & Sirka, v současnosti tvořený pro známý dětský časopis Čtyřlístek. Vše zmíněné má z výtvarného hlediska na svědomí Pavel „Pata“ Talaš. Společně tvoří i komiksový strip Sněhulení oa autorské facebookové stránky pojmenované Múzoleum. S Petrou A. Kulagovou vytvářel pro web časopisu XB-1 strip Kritik. Již léta je spoluvydavatelem komiksového fanzinu BubbleGun.
Zabývá se i publicistickou činností, psaním článků a recenzí pro časopisy a weby XB-1, Howard, KoCoGeL, Vlčí bouda apod. V minulosti se hojně věnoval hudební publicistice.